# Martin Dorbek
Martin Dorbek (Tallinn, 21 gennaio 1991) è un cestista estone.

## Carriera
Con l'Estonia ha disputato i Campionati europei del 2022.

## Palmarès
- Campionato estone: 8

Kalev/Cramo: 2015-2016, 2016-2017, 2017-2018, 2018-2019, 2020-2021, 2022-2023, 2023-2024, 2024-2025
- Coppa di Estonia: 4

Kalev/Cramo: 2015, 2016, 2020, 2024
- Lega Lettone-Estone: 1

Kalev/Cramo: 2020-2021